# إلمر بليني هاريس
إلمر بليني هاريس (بالإنجليزية: Elmer Blaney Harris) هو منتج أفلام وكاتب سيناريو أمريكي، ولد في 11 يناير 1878 في شيكاغو في الولايات المتحدة، وتوفي في 6 سبتمبر 1966.

## وصلات خارجية
- إلمر بليني هاريس على موقع IMDb (الإنجليزية)
- إلمر بليني هاريس على موقع ألو سيني (الفرنسية)
- إلمر بليني هاريس على موقع أول موفي (الإنجليزية)
- إلمر بليني هاريس على موقع قاعدة بيانات برودواي على الإنترنت (الإنجليزية)
- إلمر بليني هاريس على موقع قاعدة بيانات الفيلم (الإنجليزية)
- إلمر بليني هاريس على موقع كينوبويسك (الروسية)